# Léna Bühler

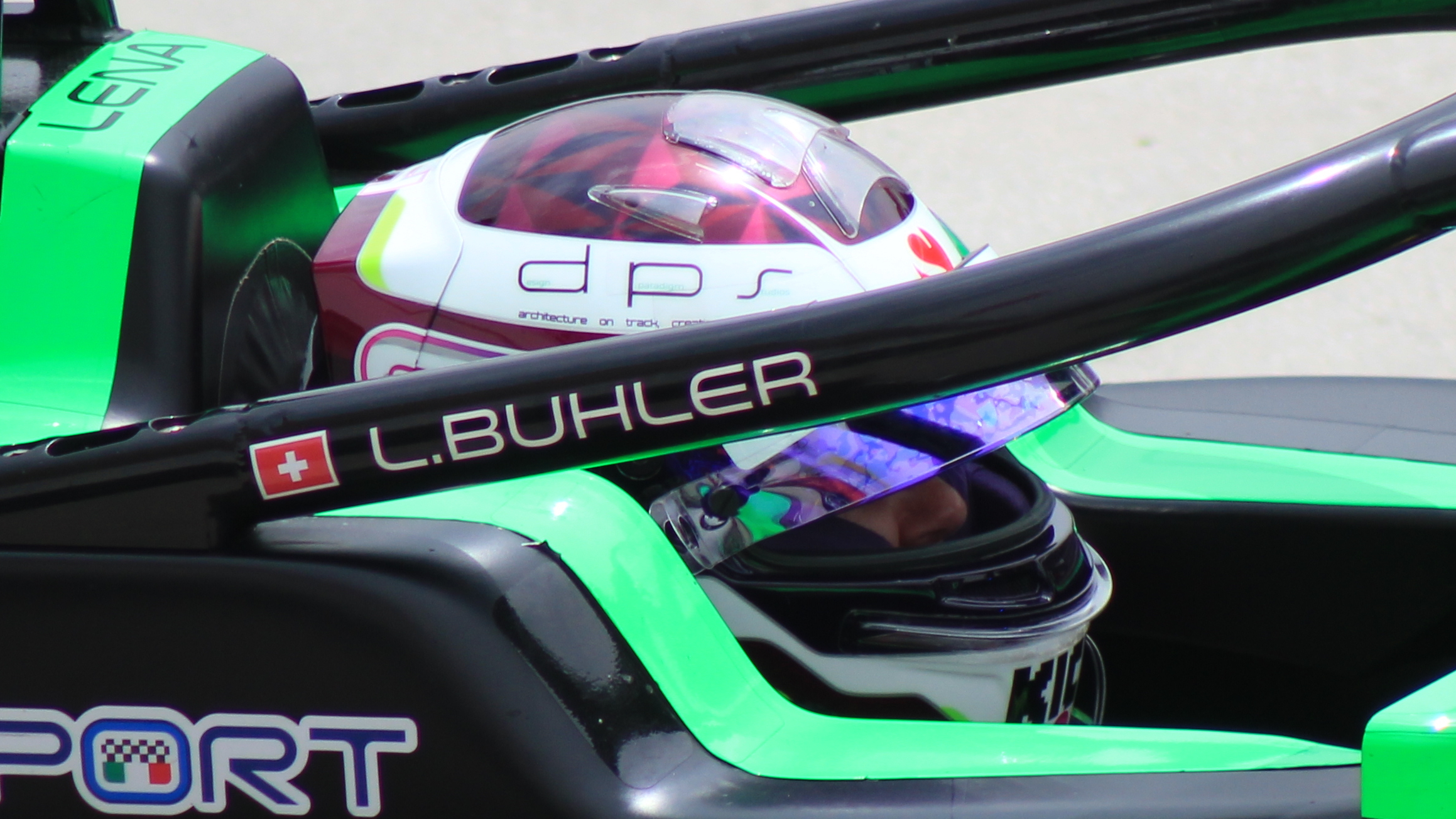
Léna Bühler (2024)

Léna Bühler (* 9. Juli 1997) ist eine Schweizer Automobilrennfahrerin. Aktuell fährt sie in der Formula Regional European Championship.

## Karriere
Bühlers erste Erfahrungen mit dem Motorsport wurden ihr dank dem Kartsport (zuvor war sie ebenfalls im BMX-Sport aktiv) ermöglicht. In dem relativ hohen Einstiegsalter von 17 Jahren fuhr sie von 2017 bis 2019 in der Schweizer Kartmeisterschaft.
Ihre ersten Automobilrennen fuhr sie in der spanischen Formel-4-Meisterschaft im Jahr 2020. In dieser Debütsaison konnte sie sich zweimal den fünften Platz sichern und landete schliesslich auf dem 15. Platz in der Fahrerwertung.
Ab 2021 fuhr sie in der Formula Regional für das Team R-ace GP, zu dem Zeitpunkt als erste Frau. Aufgrund einer Verletzung verpasste sie jedoch den Saisonauftakt und konnte im weiteren Saisonverlauf nicht in die Punkte fahren. Später führte sie dies auf ihre Handverletzung zurück. Trotzdem fuhr sie auch im Folgejahr weiter in der Rennserie und konnte sich im Vergleich zur Vorsaison verbessern. Anfang 2022 nahm sie an Tests für die W Series in Arizona teil.
2023 wurde sie Teil der damals neuen F1 Academy und unterschrieb bei ART Grand Prix. Mit zwei Siegen und mehreren Podestplätzen wurde sie Vizemeisterin.

## Statistik

### Einzelergebnisse in der F1 Academy
| Jahr | 1   | 1   | 1   | 2     | 2     | 2     | 3     | 3     | 3     | 4   | 4   | 4   | 5   | 5   | 5   | 6   | 6   | 6   | 7   | 7   | 7   | Punkte | Rang |
| ---- | --- | --- | --- | ----- | ----- | ----- | ----- | ----- | ----- | --- | --- | --- | --- | --- | --- | --- | --- | --- | --- | --- | --- | ------ | ---- |
| 2023 | AUT | AUT | AUT | ESP 1 | ESP 1 | ESP 1 | ESP 2 | ESP 2 | ESP 2 | NLD | NLD | NLD | ITA | ITA | ITA | FRA | FRA | FRA | USA | USA | USA | 222    | 2    |
| 2023 | 1   | 2   | 3   | 1     | 2     | 3     | 1     | 2     | 3     | 1   | 2   | 3   | 1   | 2   | 3   | 1   | 2   | 3   | 1   | 2   | 3   | 222    | 2    |
| 2023 | DNF | 2   | 6   | 3     | 2     | 4     | DNF   | 4     | 1     | 2   | 3   | 3   | 2   | 1   | 10  | 4   | 2   | 2   | 3   | 2   | 4   | 222    | 2    |

| Legende  | Legende            | Legende                                                          |
| Farbe    | Abkürzung          | Bedeutung                                                        |
| -------- | ------------------ | ---------------------------------------------------------------- |
| Gold     | –                  | Sieg                                                             |
| Silber   | –                  | 2. Platz                                                         |
| Bronze   | –                  | 3. Platz                                                         |
| Grün     | –                  | Platzierung in den Punkten                                       |
| Blau     | –                  | Klassifiziert außerhalb der Punkteränge                          |
| Violett  | DNF                | Rennen nicht beendet (did not finish)                            |
| Violett  | NC                 | nicht klassifiziert (not classified)                             |
| Rot      | DNQ                | nicht qualifiziert (did not qualify)                             |
| Rot      | DNPQ               | in Vorqualifikation gescheitert (did not pre-qualify)            |
| Schwarz  | DSQ                | disqualifiziert (disqualified)                                   |
| Weiß     | DNS                | nicht am Start (did not start)                                   |
| Weiß     | WD                 | zurückgezogen (withdrawn)                                        |
| Hellblau | PO                 | nur am Training teilgenommen (practiced only)                    |
| Hellblau | TD                 | Freitags-Testfahrer (test driver)                                |
| ohne     | DNP                | nicht am Training teilgenommen (did not practice)                |
| ohne     | INJ                | verletzt oder krank (injured)                                    |
| ohne     | EX                 | ausgeschlossen (excluded)                                        |
| ohne     | DNA                | nicht erschienen (did not arrive)                                |
| ohne     | C                  | Rennen abgesagt (cancelled)                                      |
| ohne     | keine WM-Teilnahme |                                                                  |
| sonstige | P/fett             | Pole-Position                                                    |
| sonstige | 1/2/3/4/5/6/7/8    | Punktplatzierung im Sprint-/Qualifikationsrennen                 |
| sonstige | SR/kursiv          | Schnellste Rennrunde                                             |
| sonstige | *                  | nicht im Ziel, aufgrund der zurückgelegten Distanz aber gewertet |
| sonstige | ()                 | Streichresultate                                                 |
| sonstige | unterstrichen      | Führender in der Gesamtwertung                                   |